# Valovca
Valovca (nemško Wölfnitz) je naselje v Občini Grabštanj v Okraju Celovec-dežela na Koroškem v Avstriji.